# Campionati europei di karate 2008
La 43ª edizione dei campionati europei di karate si è disputata a Tallinn dal 2 al 4 maggio 2008.

## Paesi partecipanti
- Armenia
- Austria
- Azerbaigian
- Belgio
- Bosnia ed Erzegovina
- Bielorussia
- Bulgaria
- Croazia
- Cipro
- Rep. Ceca
- Danimarca
- Inghilterra
- Spagna
- Estonia
- Finlandia
- Francia
- Georgia
- Germania
- Grecia
- Ungheria
- Islanda
- Israele
- Italia
- Lettonia
- Lussemburgo
- Macedonia
- Montenegro
- Paesi Bassi
- Norvegia
- Polonia
- Portogallo
- Romania
- Russia
- Scozia
- Slovenia
- Serbia
- Svizzera
- Slovacchia
- Svezia
- Turchia
- Ucraina
- Galles

## Medagliere
| Posiz. | Nazione              | Oro | Argento | Bronzo | Totale |
| ------ | -------------------- | --- | ------- | ------ | ------ |
| 1      | Spagna               | 5   | 1       | 5      | 11     |
| 2      | Italia               | 2   | 3       | 3      | 8      |
| 3      | Croazia              | 2   | 1       | 1      | 4      |
| 4      | Germania             | 2   | 0       | 3      | 5      |
| 5      | Francia              | 1   | 2       | 2      | 5      |
| 6      | Turchia              | 1   | 1       | 8      | 10     |
| 7      | Slovacchia           | 1   | 1       | 2      | 4      |
| 8      | Azerbaigian          | 1   | 1       | 1      | 3      |
| 9      | Svizzera             | 1   | 0       | 1      | 2      |
| 10     | Belgio               | 1   | 0       | 0      | 1      |
| 11     | Bosnia ed Erzegovina | 0   | 2       | 1      | 3      |
| 12     | Russia               | 0   | 2       | 0      | 2      |
| 13     | Serbia               | 0   | 1       | 2      | 3      |
| 14     | Grecia               | 0   | 1       | 0      | 1      |
| 14     | Polonia              | 0   | 1       | 0      | 1      |
| 16     | Austria              | 0   | 0       | 1      | 1      |
| 16     | Inghilterra          | 0   | 0       | 1      | 1      |
| 16     | Macedonia            | 0   | 0       | 1      | 1      |
| 16     | Paesi Bassi          | 0   | 0       | 1      | 1      |
| 16     | Rep. Ceca            | 0   | 0       | 1      | 1      |

## Podi

### Kata
| Posizione | Karateka         |
| --------- | ---------------- |
| 1         | Luca Valdesi     |
| 2         | Lucio Maurino    |
| 3         | Vu Duc Minh Dack |
| 3         | Jonathan Mottram |

| Posizione | Karateka                |
| --------- | ----------------------- |
| 1         | Mirna Šenjug            |
| 2         | Kristína Grmanová       |
| 3         | Almudena Muñoz Gonzales |
| 3         | Kubra Akarsu            |

| Posizione | Nazione  |
| --------- | -------- |
| 1         | Italia   |
| 2         | Francia  |
| 3         | Germania |
| 3         | Spagna   |

| Posizione | Nazione |
| --------- | ------- |
| 1         | Spagna  |
| 2         | Croazia |
| 3         | Serbia  |
| 3         | Francia |

### Kumite
| Posizione | Karateka            |
| --------- | ------------------- |
| 1         | Danil Domdjoni      |
| 2         | Davíd Luque Camacho |
| 3         | Michele Giuliani    |
| 3         | Alexander Heimann   |

| Posizione | Karateka       |
| --------- | -------------- |
| 1         | Ömer Kemaloglu |
| 2         | William Rollé  |
| 3         | Thomas Kaserer |
| 3         | Peter Macko    |

| Posizione | Karateka              |
| --------- | --------------------- |
| 1         | Oscar Vázquez Martins |
| 2         | Rafael Aǧhayev        |
| 3         | Nello Maestri         |
| 3         | Serkan Yagci          |

| Posizione | Karateka                |
| --------- | ----------------------- |
| 1         | Diego Davy Vandeschrick |
| 2         | Georgios Tzanos         |
| 3         | Luigi Busà              |
| 3         | Klaudio Farmadín        |

| Posizione | Karateka          |
| --------- | ----------------- |
| 1         | Ludovic Cacheux   |
| 2         | S. Bitevic        |
| 3         | Enes Erkan        |
| 3         | Ivan Leal Reglero |

| Posizione | Karateka           |
| --------- | ------------------ |
| 1         | Jonathan Horne     |
| 2         | Stefano Maniscalco |
| 3         | F. Martinez Guzman |
| 3         | Okay Arpa          |

| Posizione | Karateka            |
| --------- | ------------------- |
| 1         | Rafael Aǧhayev      |
| 2         | Yavuz Karamollaoglu |
| 3         | Daniël Sabanovic    |
| 3         | Neven Martić        |

| Posizione | Karateka       |
| --------- | -------------- |
| 1         | Kora Knühmann  |
| 2         | Anna Fajkowska |
| 3         | Gülderen Celik |
| 3         | Serap Ozcelik  |

| Posizione | Karateka               |
| --------- | ---------------------- |
| 1         | Carmen Vicente Cabanas |
| 2         | Maria Sobol            |
| 3         | Petra Peceková         |
| 3         | I. Ardita              |

| Posizione | Karateka           |
| --------- | ------------------ |
| 1         | Fanny Clavien      |
| 2         | Arnela Odžaković   |
| 3         | Yildiz Aras        |
| 3         | Cristina Feo Gomez |

| Posizione | Karateka               |
| --------- | ---------------------- |
| 1         | Eva Medveďová Tulejová |
| 2         | Merima Softić          |
| 3         | Biljana Stojovic       |
| 3         | Yildiz Aras            |

| Posizione | Nazione     |
| --------- | ----------- |
| 1         | Spagna      |
| 2         | Russia      |
| 3         | Germania    |
| 3         | Azerbaigian |

| Posizione | Nazione              |
| --------- | -------------------- |
| 1         | Spagna               |
| 2         | Italia               |
| 3         | Bosnia ed Erzegovina |
| 3         | Svizzera             |